# Ptochophyle vitrata
Ptochophyle vitrata là một loài bướm đêm trong họ Geometridae.